# Latarnia morska

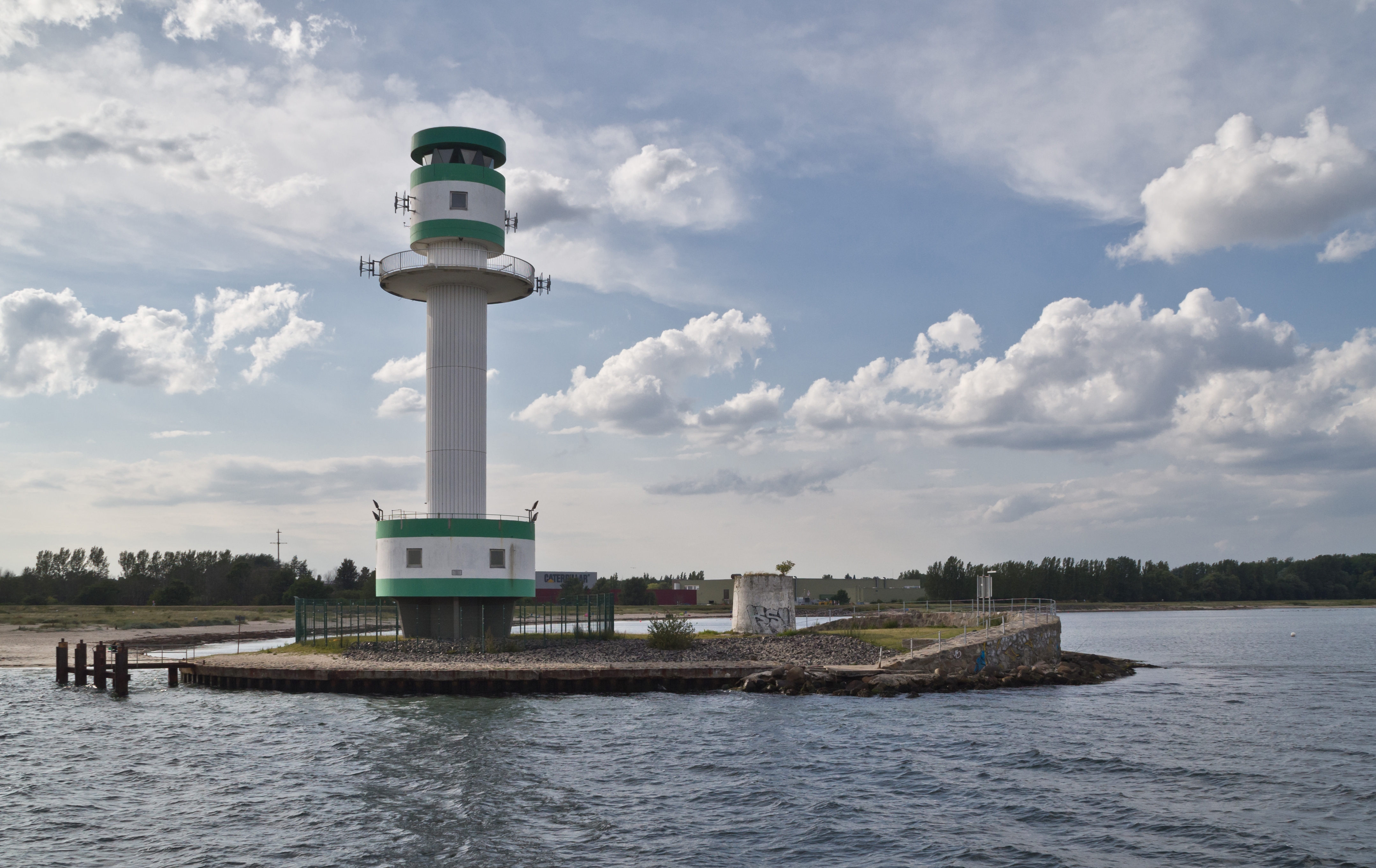
Latarnia morska w Zatoce Kilońskiej

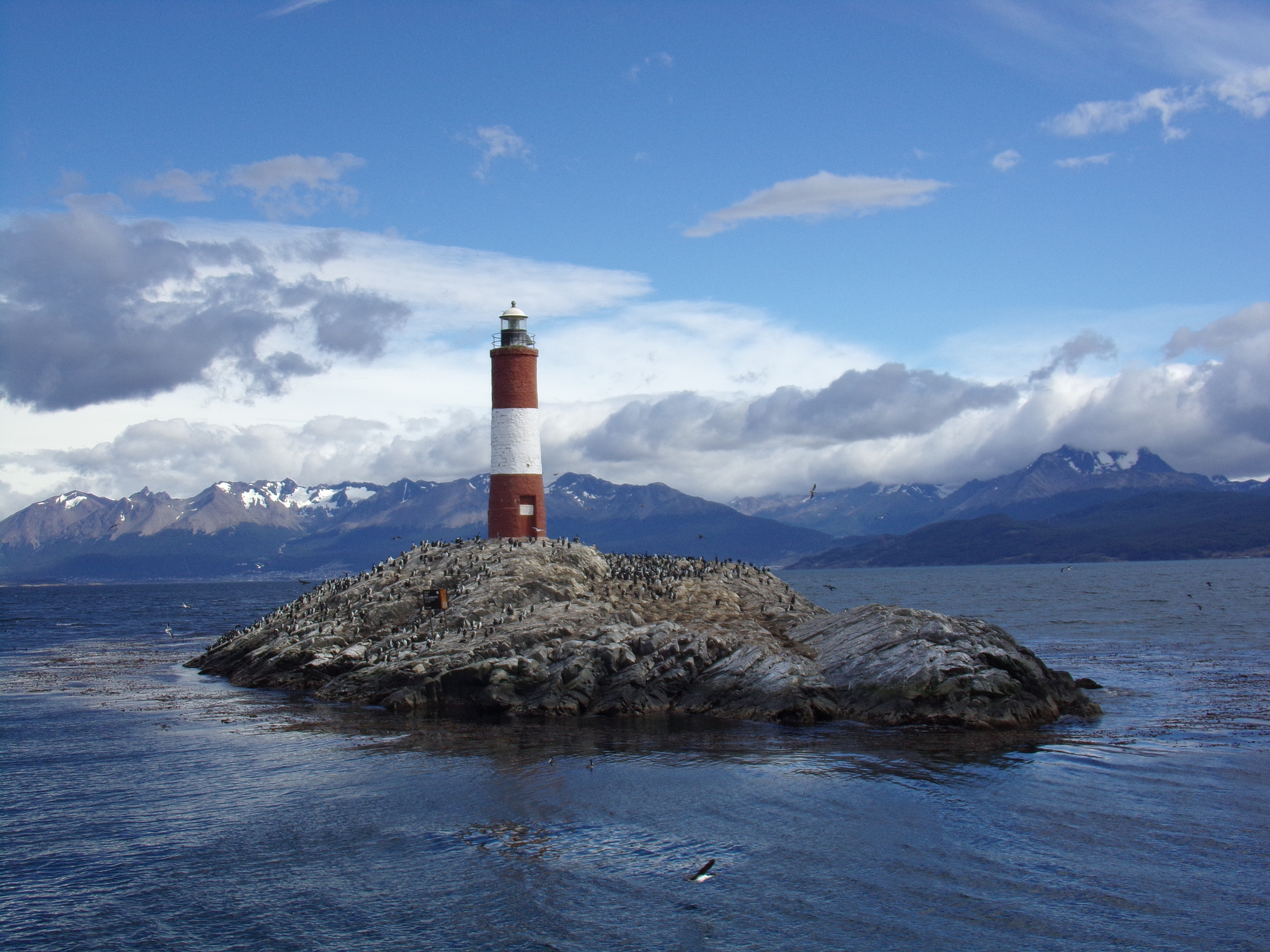
Latarnia morska Les Eclaireurs w Ushuaia, Argentyna

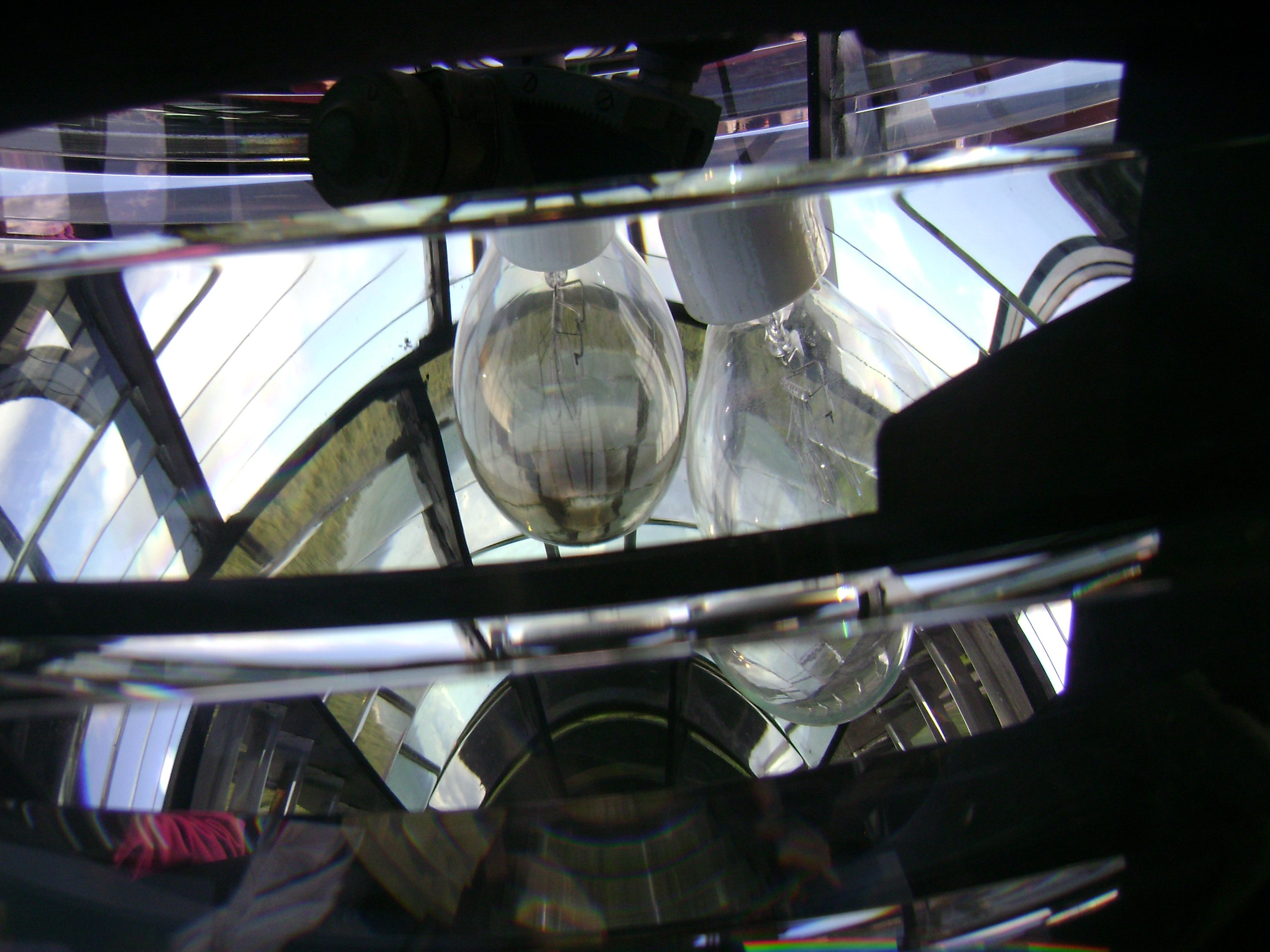
Aparatura optyczna w latarni morskiej

Latarnia morska – znak nawigacyjny w postaci charakterystycznej wieży umieszczonej na brzegu lub na statku (latarniowiec). Czasem wysyłają także sygnały radiowe (radiolatarnia), natomiast w czasie mgły mogą wysyłać sygnały dźwiękowe. Wbrew polskiej nazwie latarnie występują również na brzegu odpowiednio dużego zbiornika śródlądowego (jeziora), na którym prowadzona jest żegluga.

## Funkcja
Latarnia morska wysyła sygnały świetlne o określonej charakterystyce. Czasem latarnia morska wysyła także sygnały radiowe (radiolatarnia), a podczas mgły może wysyłać sygnały dźwiękowe.
Od innych świateł nawigacyjnych (jak np. główki wejściowe do portu, nabieżniki, światła sektorowe) latarnie morskie różnią się wielkością budowli i zdecydowanie większym zasięgiem.
Obsługą latarni zazwyczaj zajmuje się specjalnie do tego celu zatrudniony pracownik – latarnik, jakkolwiek coraz większa liczba latarni jest zautomatyzowana i bezobsługowa.

## Latarnia morska w znaczeniu nawigacji terrestrycznej
Latarnia morska w znaczeniu nawigacji terrestrycznej to istotny znak nawigacyjny (stawa lub latarniowiec), o unikatowej konstrukcji, malowany w sposób ułatwiający dzienną identyfikację na przykład kolorowe pasy – łatwy do rozróżnienia i identyfikacji, opisany w publikacjach nautycznych, wyposażony w światło nawigacyjne o niepowtarzalnej charakterystyce, oznaczające się większym zasięgiem niż inne światła nawigacyjne, widoczne z morza. Latarnie morskie należą do pierwszych znaków nawigacyjnych na brzegu, zaoczonych przez wachtę nawigacyjną statku podchodzącego z otwartego morza pod brzeg w nocy. Latarnie morskie służą do oznakowania niebezpieczeństw nawigacyjnych (mielizny, rafy – często stosując światła sektorowe – sektory oznaczają niebezpieczeństwo) lub niebezpiecznych nawigacyjnie zmian linii brzegowej lub oznaczają wejścia do portów morskich.
Czynnikiem, który decyduje, czy dany znak nawigacyjny jest latarnią, czy tylko stawą ze znakiem świetlnym, jest jego oznaczenie jako latarnia morska – skrót Lt. (ang. lighthouse) lub latarniowiec (ang. lightship) w brytyjskich pomocach nautycznych: mapach morskich (ang. sea charts), spisach świateł (ang. list of lights and fog signals) i locjach (locja morska – ang. sailing directions (pilot)), wydawanych przez Biuro Hydrograficzne Admiralicji Brytyjskiej. Wpis taki jest dokonywany na podstawie materiałów dostarczonych przez instytucję danego kraju, zajmującą się hydrografią (w Polsce Biuro Hydrograficzne Marynarki Wojennej). Biuro Hydrograficzne Admiralicji Brytyjskiej nadaje własny numer latarni (na Bałtyku zaczyna się od litery C). Mapy morskie – (mapy morskie brzegowe), zawierają rysunek latarni morskiej na marginesie lub na lądzie, w celu łatwej identyfikacji w dzień, w spisach świateł latarnia morska jest wyróżniona tłustym drukiem, w locjach oprócz opisu zamieszczono jej rysunek lub fotografię widoku od strony morza, tak jak, wygląda to z mostka nawigacyjnego lub pokładu statku podchodzącego pod brzeg.
Latarnie morskie są dozorowane – to znaczy obsługiwane przez personel – latarnika, usuwającego awarię, dbającego o usuwanie oblodzenia czy zaparowania szyb laterny i niedozorowane (ang. unwatch), opisane odpowiednio w publikacjach nautycznych, których wykorzystanie do celów nawigacyjnych powinno być stosowane w drugiej kolejności. Wśród polskich latarni morskich obecnie jedynie latarnia Kikut jest latarnią niedozorowaną, w okresie działania latarni Góra Szwedów, była ona drugą latarnią niedozorowaną.

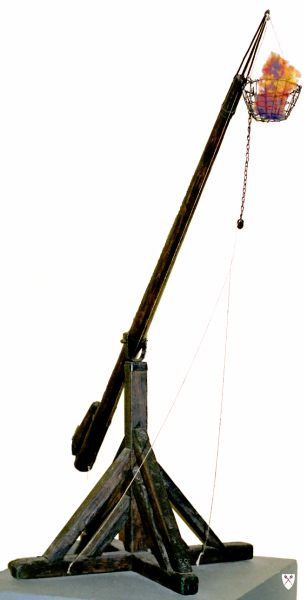
Bliza - żuraw z „garnkiem Wulkana”

W pobliżu latarni morskich instalowano urządzenia (tak zwane buczki mgłowe), umożliwiające wysyłanie sygnałów mgłowych podczas ograniczonej widzialności. Niekiedy na wieży lub w pobliżu latarni instaluje się antenę radiolatarni morskiej. Rozwój i powszechne wyposażenie statków morskich (w tym małych jednostek – kutry rybackie) w radary nawigacyjne oraz odbiorniki GPS spowodował, że na podstawie zaleceń IALA wyłączono od 1998 roku nadawanie sygnałów mgłowych, a od 2001 roku ograniczono działanie radiolatarni morskich.
Powyższe uwagi o znaczeniu latarni morskich w nawigacji dotyczą tradycyjnej nawigacji terrestrycznej. Mimo stosowania nawigacji elektronicznej GPS i map elektronicznych, latarnie wciąż zachowują znaczenie pomocnicze – choć obserwuje się tendencję wygaszania niektórych latarni powodowane ograniczaniem kosztów eksploatacji.

## Historia
Pierwowzorem latarni morskich był ogień rozpalany wprost na nabrzeżnych skałach. Z czasem zaczęto używać urządzeń w formie żurawia, zwane blizami.
Latarnie morskie istniały już w starożytności, a opisy pierwszych kolumn, na których rozpalano ogień pochodzą z 400 roku p.n.e. Najbardziej znana była latarnia morska na wyspie Faros z około 280 roku p.n.e.
Do dziś istnieje wielki zespół latarni, wybudowanych w drugiej połowie XIX i w początkach XX wieku na brzegach Wielkich Jezior oraz położonych na nich wysp, w Ameryce Północnej. Te zabytkowe w większości obiekty są jeszcze częściowo wykorzystywane w nawigacji.
Na terenie Polski najstarsze wzmianki o rozpalaniu ognia na brzegu (Garnek Wulkana) pochodzą z około 1070 roku. Często w charakterze latarni morskiej wykorzystywano istniejące obiekty, na przykład na Helu pierwszą latarnią był ogień rozpalany na wieży kościoła.

## Najwyższe latarnie

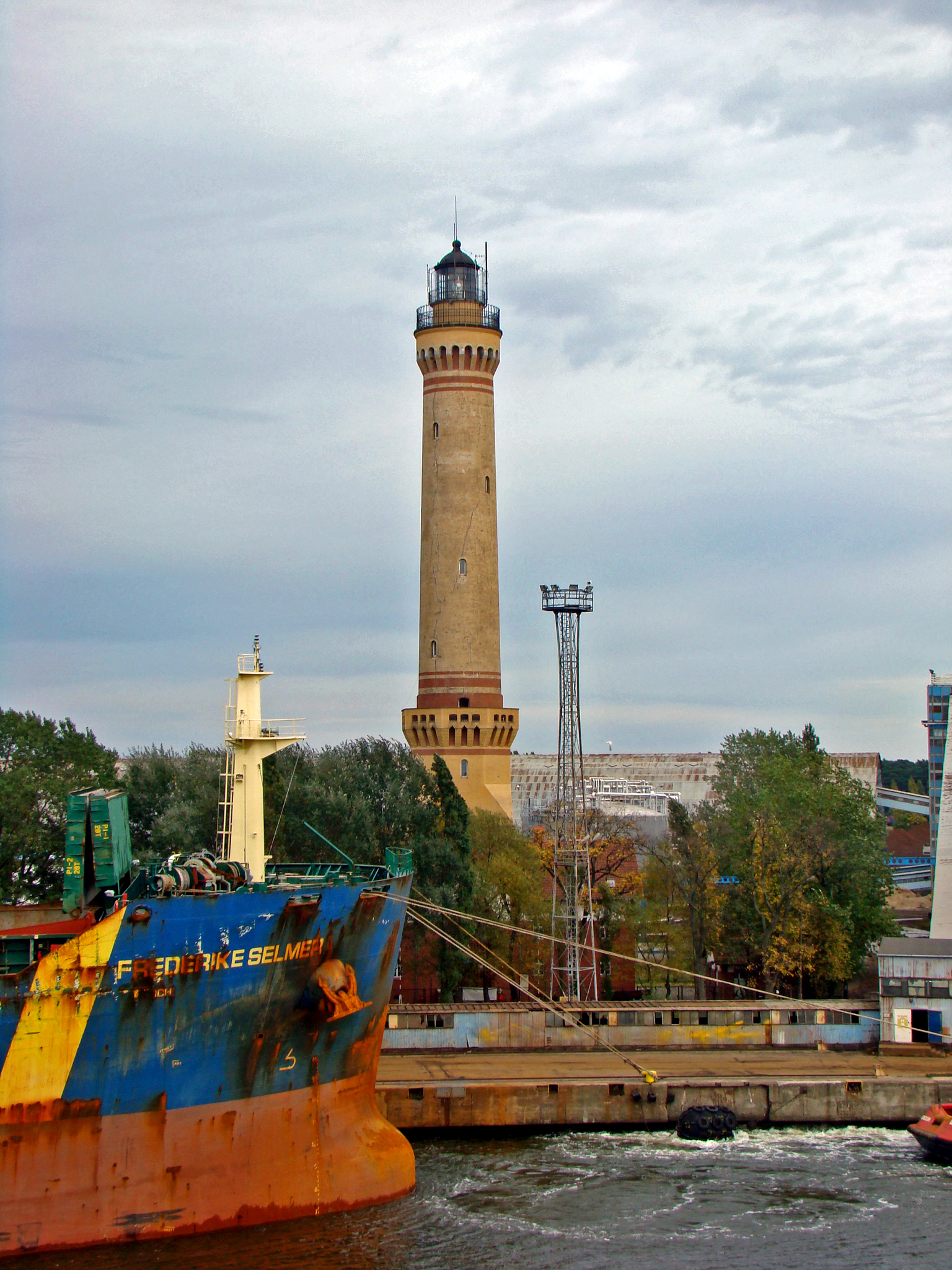
Latarnia w Świnoujściu, najwyższa w Polsce i jedna z najwyższych w Europie

Lista dwudziestu najwyższych latarni morskich na świecie:
| #  | Nazwa                   | Wysokość (w metrach) | Lokalizacja         | Państwo           | Stopnie | Materiał    | Rok ukończenia budowy |
| -- | ----------------------- | -------------------- | ------------------- | ----------------- | ------- | ----------- | --------------------- |
| 1  | Dżudda                  | 133                  | Dżudda              | Arabia Saudyjska  |         | beton, stal | 1990                  |
| 2  | Perry Memorial Monument | 107                  | Put-in-Bay          | Stany Zjednoczone |         | granit      | 1913                  |
| 3  | Jokohama                | 106                  | Jokohama            | Japonia           | 335     | stal        | 1961                  |
| 4  | Île Vierge              | 82,5                 | Finistère           | Francja           | 397     | granit      | 1902                  |
| 5  | Lanterna di Genova      | 77                   | Genua               | Włochy            | 365     | kamień      | 1543                  |
| 6  | Phare de Gatteville     | 75                   | Gatteville-le-Phare | Francja           | 365     | granit      | 1835                  |
| 7  | Lesnoy                  | 73                   | Petersburg          | Rosja             |         | beton       | 1986                  |
| 8  | Mulantou                | 72                   | Hajnan              | Chiny             |         | beton       | 1995                  |
| 8  | Baishamen               | 72                   | Hajnan              | Chiny             |         | beton       | 2000                  |
| 10 | Storozhenskiy           | 71                   | Ładoga              | Rosja             | 399     | kamień      | 1911                  |
| 10 | Mucuripe                | 71                   | Fortaleza           | Brazylia          |         | beton       | 2017                  |
| 12 | Osinovetsky             | 70                   | Ładoga              | Rosja             | 366     | kamień      | 1910                  |
| 12 | Punta Penna             | 70                   | Abruzja             | Włochy            | 307     | beton       | 1948                  |
| 14 | Cordouan                | 68                   | Żyronda             | Francja           | 311     | kamień      | 1611                  |
| 15 | Recalada a Bahía        | 67                   | Monte Hermoso       | Argentyna         | 331     | żeliwo      | 1906                  |
| 16 | Planier                 | 66                   | Marsylia            | Francja           |         | kamień      | 1959                  |
| 16 | Maasvlakte              | 66                   | Rotterdam           | Holandia          | 295     | beton       | 1974                  |
| 18 | Świnoujście             | 65                   | Świnoujście         | Polska            | 308     | cegła       | 1857                  |
| 18 | Roches-Douvre           | 65                   | Côtes-d’Armor       | Francja           |         | kamień      | 1954                  |
| 20 | Adziogol                | 64                   | Dniepr              | Ukraina           |         | stal        | 1911                  |